# هموار کولیوند
هموارکولیوند، روستایی از توابع بخش مرکزی شهرستان سلسله در استان لرستان ایران است.

## جمعیت
این روستا در دهستان بسطام قرار دارد و براساس سرشماری مرکز آمار ایران در سال ۱۳۸۵، جمعیت آن ۵۹ نفر (۱۹خانوار) بوده‌است.
خانواده های شفیعی ، دهقان نژاد خوشکلام و نیکزاد ساکنان روستا می باشند.